# Ливанцы в Сьерра-Леоне
Значительное число ливанцев проживает в Сьерра-Леоне.

## История
Ливанские иммигранты впервые прибыли в Западную Африку в середине XIX века, когда на их родину, в то время входившую в состав Османской империи, обрушился кризис тутового шелкопряда; первые ливанцы прибыли в британскую Сьерра-Леоне в 1893 году. Первыми группами были христиане-марониты, но, начиная с 1903 года, мусульмане-шииты начали прибывать из Южного Ливана, где был сельскохозяйственный кризис Они работали мелкими торговцами, поначалу занимая в экономической структуре то же положение, что и коренные прибрежные торговцы..
Сначала у них был ограниченный доступ к капиталу и мало контроля над импортом или экспортом; они находились во власти крупных колониальных торговых фирм, как и местные торговцы.
Они привозили импортные промышленные товары, такие как текстиль, украшения и зеркала, в сельские районы, куда не ходили европейские и креольские торговцы, и обменивали их на местную сельскохозяйственную продукцию, в основном орехи кола. Когда они расширили свое влияние на внутренние районы, то приобрели некоторую коммерческую власть. Позже ливанцев обвинили в дефиците риса в 1919 году, и против них вспыхнули беспорядки, в ходе которых их магазины были разграблены. Даже колониальные власти, традиционно считавшиеся покровителями ливанцев, не защищали их; вместо этого они депортировали двух ливанских торговцев, которых обвинили в дефиците. Это был один из первых крупных инцидентов, которые способствовали негативному имиджу ливанцев в Сьерра-Леоне.
В 1920-х годах они не только получили более широкий доступ к кредитам, но и сами начали играть роль в предоставлении займов сельскохозяйственным производителям во внутренних районах, иногда по непомерным ставкам, что вызвало вмешательство колониального правительства. Начиная с 1930-х годов ливанцы начали вытеснять местных торговцев, концентрируя свои доходы от торговли в одном и том же секторе для расширения своих покупок товаров, а не диверсифицируясь в другие сектора. Они также начали устанавливать свои собственные связи с экспортерами в других странах. Великая депрессия фактически укрепила их позиции, поскольку больше всего пострадали более мелкие торговые предприятия, принадлежащие африканцам.
Открытие алмазов в районе Коно в 1930 году положило начало серьёзным изменениям в деловой активности ливанцев. Первый ливанский торговец прибыл в Коно вскоре после открытия алмазов, на два года раньше британских правителей. Установление монополии Selection Trust на добычу и экспорт алмазов мало повлияло на их участие в торговле алмазами; многие ливанские торговцы были депортированы в 1940-х годах за незаконную торговлю алмазами. К 1950-м годам алмазы стали самым важным сектором бизнеса для ливанских торговцев. На протяжении 1950-х годов они продолжали контрабанду алмазов, главным образом в Либерию; до 20 % алмазов на мировом рынке проходили через ливанцев и мандинго в Сьерра-Леоне и Либерии.
Однако ливанцы задействованы не только в алмазном секторе; они также владеют кинотеатрами, отелями, казино, фабриками и туристическими агентствами. С 1963 по 1971 год существовал даже ливанский банк Intra Bank.